# Regierungserklärung Scholz vom 26. Juni 2024
Bundeskanzler Olaf Scholz gab am 26. Juni 2024 eine Regierungserklärung vor dem Deutschen Bundestag ab, die sich hauptsächlich mit den Ergebnissen der Europawahl und aktuellen Sicherheitsfragen befasste. Scholz bezeichnete die Wahlergebnisse, insbesondere die Erfolge rechtspopulistischer Kräfte, als „Einschnitt“ für Europa. Er betonte die Notwendigkeit, das Vertrauen in Deutschland und Europa wiederherzustellen und bekräftigte Deutschlands Bekenntnis zur EU und NATO. Der Kanzler wies Wladimir Putins Bedingungen für einen Waffenstillstand in der Ukraine zurück und warnte vor dessen Fokus auf Krieg und Aufrüstung.
In Bezug auf die Verteidigungspolitik erklärte Scholz, dass Deutschland ab dem kommenden Jahr zwei Prozent des Bruttoinlandsprodukts für Verteidigung ausgeben werde. Er betonte die Bedeutung der Landesverteidigung als Bündnisverteidigung und umgekehrt. Zur Migrationspolitik kündigte Scholz Reformen an, die schnellere Asylverfahren an den EU-Außengrenzen und eine gerechtere Verteilung von Flüchtlingen innerhalb der EU vorsehen. Länder, die sich nicht an der Aufnahme beteiligen, sollen einen finanziellen Beitrag leisten.

## Rezeption
Die Opposition kritisierte die Regierungserklärung. Friedrich Merz (CDU/CSU) warf Scholz mangelnde Selbstkritik und fehlende Lösungsansätze vor. Die AfD forderte Friedensverhandlungen statt Waffenlieferungen an die Ukraine. Britta Haßelmann (Grüne) verteidigte die Regierungspolitik und warnte vor den Folgen einer nationalistischen Politik. Die FDP betonte die Notwendigkeit eines Bürokratieabbaus und einer Stärkung der Wettbewerbsfähigkeit in der EU. Die Regierungserklärung behandelte somit ein breites Spektrum aktueller politischer Themen, von der europäischen Integration über Sicherheits- und Verteidigungspolitik bis hin zu Migrationsfragen, und löste kontroverse Debatten im Bundestag aus.
Zu der Regierungserklärung äußerte sich die AfD kritisch zu den vorgestellten Positionen. Die AfD-Fraktion forderte einen Kurswechsel in der Ukraine-Politik und sprach sich für Friedensverhandlungen statt weiterer Waffenlieferungen aus. Die AfD kritisierte zudem die Migrationspolitik der Bundesregierung scharf. Sie argumentierte, dass die vorgeschlagenen Maßnahmen nicht ausreichen würden, um die Zuwanderung effektiv zu begrenzen und forderte eine restriktivere Asylpolitik. In Bezug auf die Verteidigungspolitik und die geplante Erhöhung der Militärausgaben auf zwei Prozent des Bruttoinlandsprodukts äußerte sich die AfD skeptisch. Sie stellte die Notwendigkeit dieser Ausgabensteigerung in Frage und forderte stattdessen eine Fokussierung auf nationale Interessen. Die AfD nutzte die Debatte auch, um ihre eigene Position als Opposition zu betonen und warf der Regierung vor, die Interessen der deutschen Bürger nicht ausreichend zu berücksichtigen.